# Эй Айдара
Эй Айдара (фр. Eye Haidara; род. 7 марта 1983, Булонь-Бийанкур, Франция) — французская актриса. Номинантка на премию «Люмьер» и «Сезар» самой многообещающей актрисе 2018 года.

## Биография
Родилась 7 марта 1983 года в Булонь-Бийанкуре в семье малийцев. 
Училась в Новой Сорбонне и Международной театральной академии в Лорьяне под руководством Эрика Винье.

## Фильмография
| Год  |   | Русское название       | Оригинальное название     | Роль                                               |
| ---- | - | ---------------------- | ------------------------- | -------------------------------------------------- |
| 2007 | ф | Посмотри на меня       | Regarde-moi               | Фатима / (фр. Fatima)                              |
| 2010 | ф | Социализм              | Film socialisme           | оператор Франс 3 / (фр. cadreur France 3)          |
| 2011 | ф | Джимми Ривье           | Jimmy Rivière             | Фатим / (фр. Fatim)                                |
| 2015 | ф | Тюремные пташки        | La Taularde               | Нато Канте / (фр. Nato Kanté)                      |
| 2017 | ф | Праздничный переполох  | Le sens de la fête        | Адель / (фр. Adèle)                                |
| 2019 | ф | Классовая борьба       | La Lutte des classes      | Дуня / (фр. Dounia)                                |
| 2019 | ф | Он и она               | Deux moi                  | Джена / (фр. Djena)                                |
| 2020 | ф | Папина дочка           | Le Prince oublié          | мать / королева-мать (фр. la mère / la reine mère) |
| 2020 | ф | Брут против Цезаря     | Brutus vs César           | Антония / (фр. Antonia)                            |
| 2022 | ф | Развод в стиле кунг-фу | Kung Fu Zohra             | Бинта / (фр. Binta)                                |
| 2022 | ф | Не в моём вкусе        | Les goûts et les couleurs | Иври / (фр. Ivry)                                  |
| 2022 | ф | Няня                   | Les Femmes du square      | Анжель / (фр. Angèle)                              |
| 2023 | ф | Блестящие              | Brillantes                | Джамиля / (фр. Djamila)                            |
| 2023 | ф | Комната чудес          | La Chambre des merveilles | доктор Бонграмп / (фр. docteur Bongramp)           |
| 2023 | ф | Гавайи                 | Hawaii                    | Флоренс / (фр. Florence)                           |